# Payo de Ojeda
Payo de Ojeda település Spanyolországban, Palencia tartományban.  Lakosainak száma 57 fő (2024).

## Népesség
A település népessége az elmúlt években az alábbi módon változott:
| Lakosok száma | 96   | 86   | 77   | 75   | 70   | 65   | 64   | 67   | 63   | 57   |
|               | 2001 | 2004 | 2007 | 2009 | 2012 | 2014 | 2017 | 2019 | 2022 | 2024 |